# テングハギ属
テングハギ属(Naso）は、ニザダイ科の下位分類群の一つ。本属のみでテングハギ亜科を構成する。和名や英名(unicornfish)は、一部の種にある頭部の突起に由来する。

## 分類
本属は1801年、ベルナール・ジェルマン・ド・ラセペードがジッダとモーリシャスから Naso fronticornis (現在はテングハギのシノニム)を記載したとき、同時に設立された。1917年、デイビッド・スター・ジョーダンはNaso fronticornisを本属のタイプ種とした。テングハギ亜科の唯一の属であり、同亜科は1929年にヘンリー・ウィード・ファウラーとBarton Appler Beanによって設立された。

## 呼称
学名「Naso」は鼻という意味で、一部の種（テングハギ、ヒメテングハギ、オニテングハギ、ツマリテングハギ）の頭部の突起に由来する。英名「Unicornfish」も突起を角に見立てたことに由来する。和名は突起を天狗の鼻に見立てたことに由来する。

## 下位分類
2023年現在、20種が属する。2亜属に分ける見解もある。
- Naso 亜属 Lacepède, 1801
  - ヒメテングハギ Naso annulatus (Quoy and Gaimard, 1825) (whitemargin unicornfish)
  - オニテングハギ Naso brachycentron (Valenciennes, 1835) (humpback unicornfish)
  - ツマリテングハギ Naso brevirostris (Cuvier, 1829) (short-nosed unicornfish)
  - ユミハリテングハギモドキ Naso caesius J.E.Randall & Bell, 1992 (gray unicornfish)
  - Naso elegans (Rüppell, 1829) (elegant unicornfish)
  - モアイテングハギ Naso fageni Morrow, 1954 (horseface unicornfish)
  - テングハギモドキ Naso hexacanthus (Bleeker, 1855) (sleek unicornfish)
  - ミヤコテングハギ Naso lituratus (Forster, 1801) (orangespine unicornfish)
  - ナガテングハギモドキ Naso lopezi Herre, 1927 (elongated unicornfish)
  - ゴマテングハギモドキ Naso maculatus Randall&Struhsaker, 1981 (spotted unicornfish)
  - マサカリテングハギ Naso mcdadei J.W.Johnson, 2002 (squarenose unicornfish)
  - Naso reticulatus J.E.Randall, 2001 (reticulated unicornfish)
  - シノビテングハギ Naso tergus H. C. Ho,K. N. Shen&C. W. Chang, 2011
  - トサカハギ Naso tonganus (Valenciennes, 1835) (bulbnose unicornfish)
  - Naso tuberosus Lacépède, 1801 (humpnose unicornfish)
  - テングハギ Naso unicornis (Forsskål, 1775) (bluespine unicornfish)
  - サザナミトサカハギ Naso vlamingii (Valenciennes, 1835) (bignose unicornfish)
- Axinurus 亜属 Cuvier 1829
  - Naso caeruleacauda J.E.Randall, 1994 (bluetail unicornfish)
  - キビレボウズハギ Naso minor (J.L.B.smith, 1966) (slender unicornfish)
  - ボウズハギ Naso thynnoides (Cuvier, 1829) (oneknife unicornfish)

## 形態
吻部は尖り、体は菱形か楕円形で、テングハギ、ヒメテングハギ、オニテングハギ、ツマリテングハギの成魚は頭部に角のような突出物をもつ。尾柄は細長く、側面に鋭い骨質板が1-2枚ある。尾鰭はやや丸みを帯びたものから、非常に鋭く尖ったものまで様々である。種によっては尾鰭の端の鰭条が長く伸びる。背鰭は棘条4-7本と軟条24-31本から、臀鰭は棘条2本と軟条23-30本から成る。腹鰭は棘条1本と軟条3本で、胸鰭は軟条16-19本で構成される。最小種は全長30cmのキビレボウズハギで、最大種は全長100cmのヒメテングハギ。Naso亜属は尾柄部の骨質板が二対、Axinurus亜属は一対である。

## 生態
アフリカからハワイ諸島、ガラパゴス諸島にかけて、インド太平洋の熱帯域から温帯域に広く分布する。成魚はサンゴ礁や岩礁、幼魚は沿岸部の湾内に生息する。藻類や小さな無脊椎動物、小魚を捕食する。

## 人間との関係
スピアフィッシングではよくターゲットにされ、丸焼きで食べられる。日本では鹿児島や沖縄で食用として市場で流通する。ミヤコテングハギは観賞用として飼育される。

## 画像

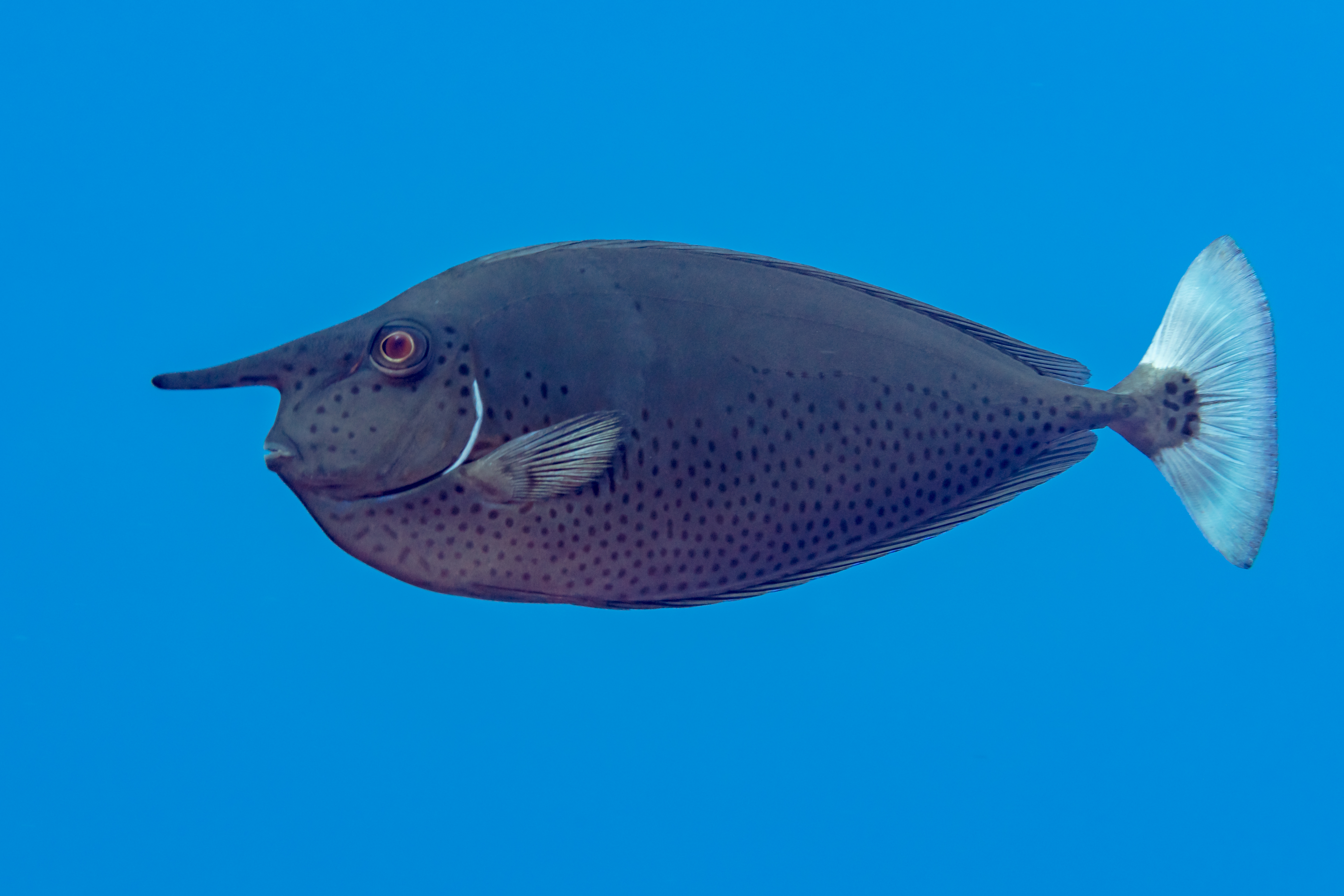
ツマリテングハギ
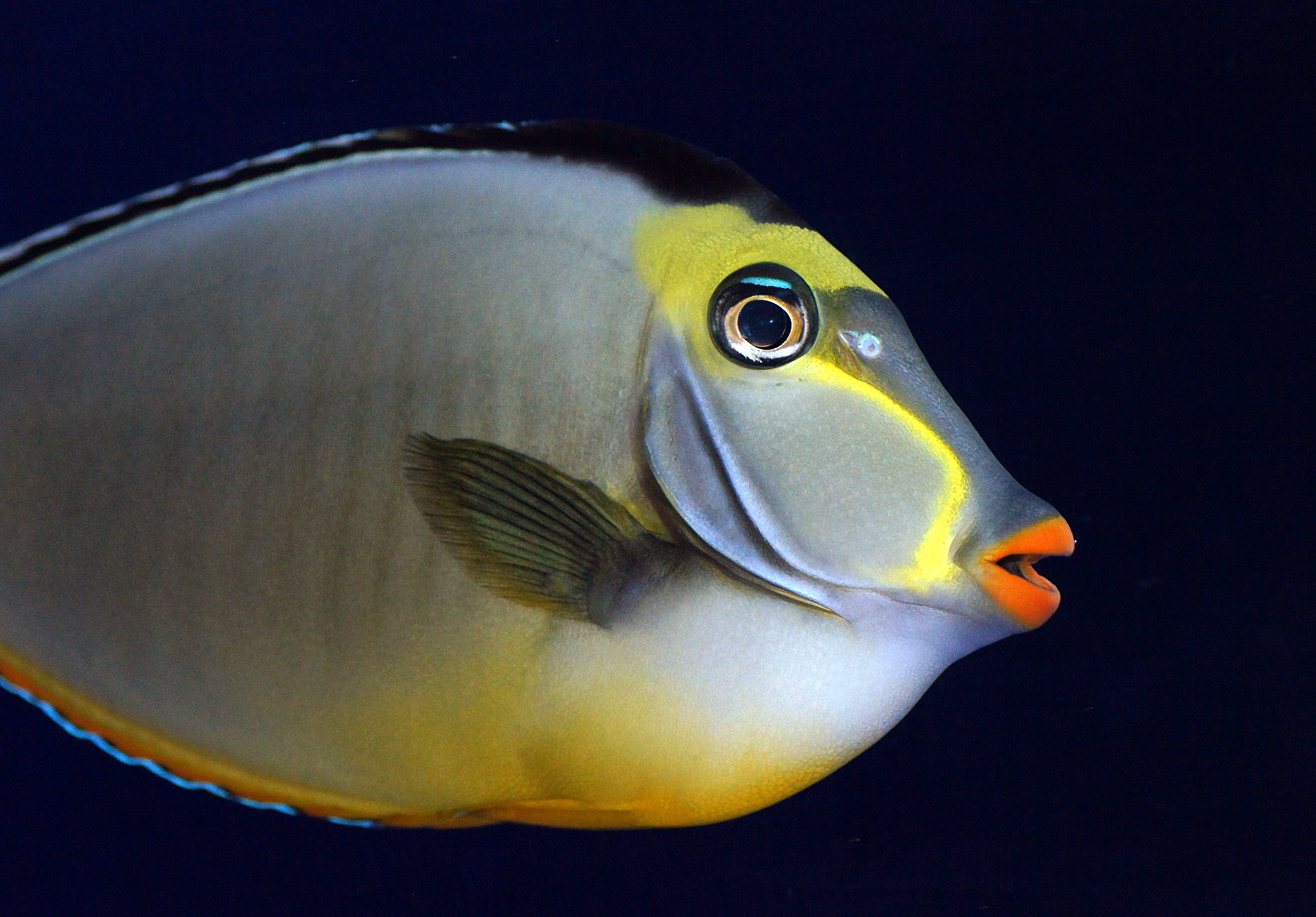
ミヤコテングハギ
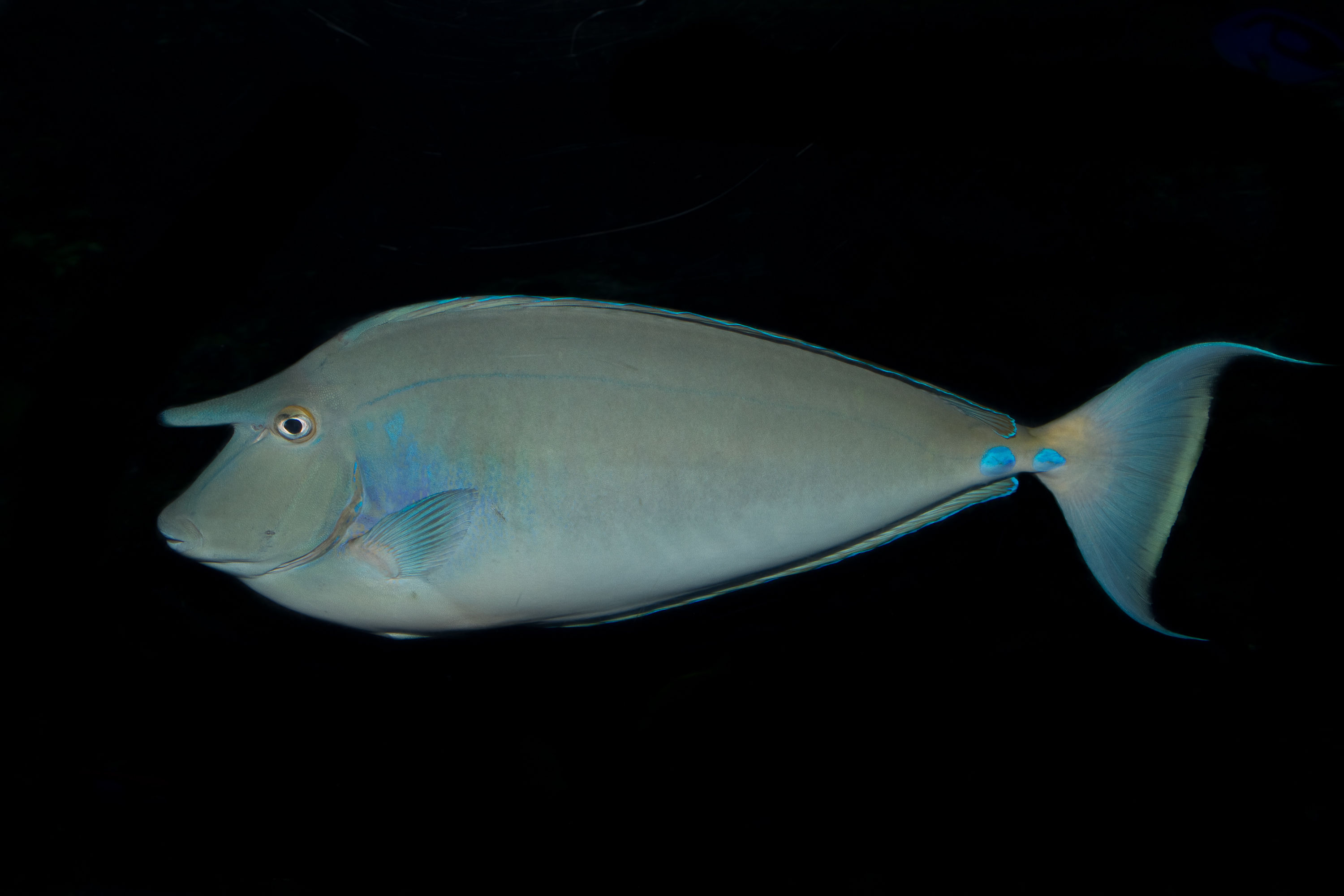
テングハギ
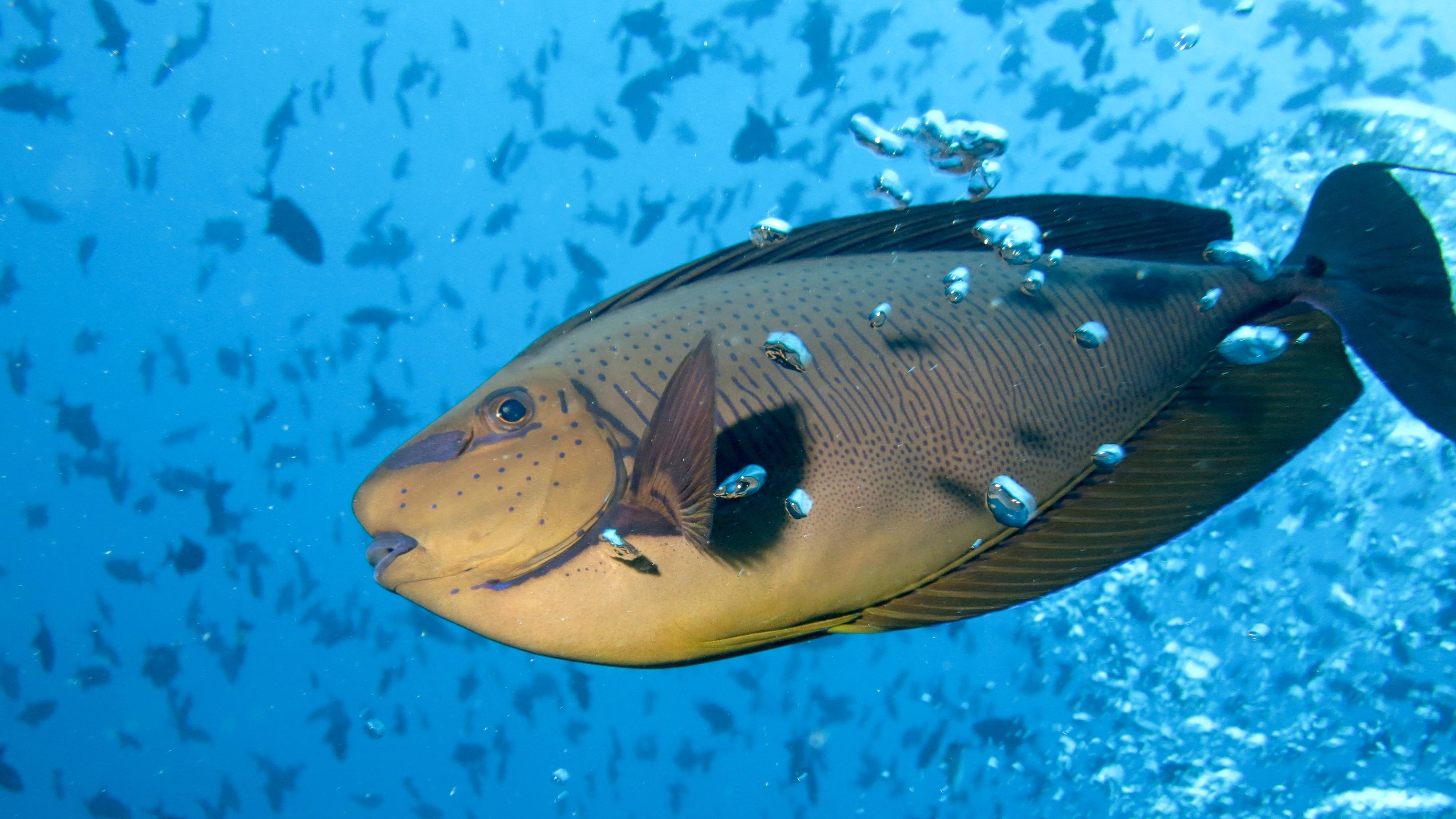
サザナミトサカハギ